# Campus sceleratus
De Campus sceleratus was een plaats in het oude Rome, gelegen aan de Porta Collina.
Het was hier dat van onkuisheid (incestus) beschuldigde Vestaalse maagden in een onderaardse, met aarde bedekte kamer levend werden begraven.

## Referentie
- E. Samter, art. Campus sceleratus, in RE III.2 (1899), col. 1447.